# Ảnh hưởng xã hội

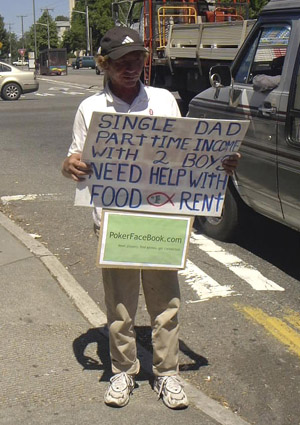
Tiếp thị lan truyền là một loại Ảnh hưởng xã hội.

Ảnh hưởng xã hội đề cập đến cách các cá nhân thay đổi hành vi của họ để đáp ứng nhu cầu của môi trường xã hội. Nó có nhiều hình thức và có thể được nhìn thấy trong sự phù hợp, xã hội hóa, áp lực từ bạn bè, sự vâng lời, lãnh đạo, thuyết phục, bán hàng và tiếp thị. Điển hình là ảnh hưởng xã hội từ một hành động, mệnh lệnh hoặc yêu cầu cụ thể, nhưng mọi người cũng thay đổi thái độ và hành vi của họ để đáp ứng với những gì họ nhận thấy người khác có thể làm hoặc nghĩ. Năm 1958, nhà tâm lý học Harvard Herbert Kelman đã xác định ba loại ảnh hưởng xã hội rộng lớn.
1. Tuân thủ là khi mọi người tỏ ra đồng ý với người khác nhưng thực sự giữ kín ý kiến bất đồng của họ.
2. Nhận dạng là khi mọi người bị ảnh hưởng bởi một người được yêu thích và tôn trọng, chẳng hạn như một người nổi tiếng.
3. Nội tâm hóa là khi mọi người chấp nhận một niềm tin hoặc hành vi và đồng ý trên cả các mặt công khai và riêng tư.

Morton Deutsch và Harold Gerard đã mô tả hai nhu cầu tâm lý khiến con người tuân theo sự mong đợi của người khác. Chúng bao gồm nhu cầu của chúng ta cần được là đúng đắn (ảnh hưởng xã hội thông tin) và nhu cầu của chúng ta cần được người khác ưa thích (ảnh hưởng xã hội thông thường). Ảnh hưởng thông tin (hoặc bằng chứng xã hội) là một ảnh hưởng để chấp nhận thông tin từ người khác làm bằng chứng về thực tế. Ảnh hưởng thông tin xuất hiện khi mọi người không chắc chắn, vì kích thích về bản chất là mơ hồ hoặc vì có bất đồng xã hội. Ảnh hưởng tiêu chuẩn là một ảnh hưởng để phù hợp với kỳ vọng tích cực của người khác. Về mặt thuật ngữ của Kelman, ảnh hưởng quy phạm dẫn đến sự tuân thủ của công chúng, trong khi ảnh hưởng thông tin dẫn đến sự chấp nhận riêng tư.